# Pterolophia strandi
Pterolophia strandi är en skalbaggsart som beskrevs av Stefan von Breuning 1938. Pterolophia strandi ingår i släktet Pterolophia och familjen långhorningar. Inga underarter finns listade i Catalogue of Life.